# バクテロイデス門
バクテロイデス門（ーもん、Bacteroidota）は、グラム陰性の細菌グループで、細菌の門の一つ。Cytophaga-Flavobacterium-Bacteroidetes (CFB) グループとも呼ばれる。腸内細菌叢の主要な構成菌であり、海洋を中心とした水系、土壌などにも広く分布する。系統的に近縁なクロロビウム門と合わせ、Bacteroidetes/Chlorobi グループ（FCB群）と呼ばれることがある。
バクテロイデス門は、細菌としてはやや大きめの門であり、プロテオバクテリア門に次いで一般的なグラム陰性菌になる。バクテロイデス綱、フラボバクテリア綱、スフィンゴバクテリア綱などに分類される場合が多い。急速に記載や再分類が起きている分野であり、2018年現在、6つの綱の合計で約350の属が含まれている。
多くは桿菌またはらせんの形をとり、非芽胞形成で、嫌気性または好気性であり、タンパク質や糖類を基質にして従属栄養的に増殖する。細胞膜にスフィンゴ脂質を含むという特徴がある。バクテロイデス綱は嫌気性で、多くの動物の消化器官に分布し、ヒトの腸内細菌の中でも最も大きなグループを占めている。バクテロイデスは腸内に非常に豊富で、腸内物質1 gあたり最大1011個に達する。タンパク質や複雑な多糖類の分解など、宿主にとって不可欠な代謝変換を行う。母乳中の非消化性オリゴ糖は、バクテロイデス属とビフィドバクテリウム属の両方の成長を促すため、バクテロイデス属はすでに乳児の腸内に定着している。バクテロイデス属は、特定の相互作用を通じて宿主の免疫系によって選択的に認識される。現在の分類に基づいて、腸内バクテロイデス目の大部分は、バクテロイデス科、プレボテラ科、リケネラ科、およびポルフィロモナダ科に属している。バクテロイデス綱は人に対して病原性を持つ種は少ないが、日和見感染症を引き起こすことがある。一方、フラボバクテリア綱、スフィンゴバクテリア綱は好気性菌が多く、水系、土壌から分離されることが多い。多くの種が黄色色素を産生する。
腸内では、バクテロイデスは非常に幅広い代謝能力を持ち、腸内細菌叢の最も安定した構成菌の1つと見なされている。場合によっては豊富なバクテロイデスの減少は、肥満および過敏性腸症候群に関連している。この細菌群は、1型および2型糖尿病を患っている患者で優位となっているようである。メタゲノムで脂肪過多、インスリン抵抗性、脂質異常症および炎症性発現に関連する遺伝子の豊富さに乏しい被験者でバクテロイデス目プレボテラ属とは対照的にバクテロイデス属が優位となっていることが最近発見された。
腸内のバクテロイデス目は、主要な最終産物としてコハク酸、酢酸、場合によってはプロピオン酸を生成する。アリスチペス属、バクテロイデス属、パラバクテロイデス属、プレボテラ属、パラプレボテラ属、アロプレボテラ属、バルネシエラ属、タンネレラ属に属する種は糖分解性であり、一方、オドリバクター属とポルフィロモナス属に属するものは通常糖分解性を有さない。いくつかのバクテロイデス属およびプレボテラ属はデンプン、セルロース、キシラン、ペクチンなどの複雑な多糖類を分解する可能性がある。バクテロイデス目は、また、菌特有のプロテアーゼによるタンパク質分解活性により、タンパク質代謝において重要な役割を果たす。いくつかのバクテロイデス属は、尿素を窒素源として利用する可能性がある。バクテロイデス属のその他の重要な機能として抱合胆汁酸の抱合解除と粘液の生成が含まれる。